# Sweet Creature
«Sweet Creature» es una canción del cantante británico Harry Styles perteneciente a su álbum de estudio homónimo. Se lanzó como sencillo promocional el 2 de mayo de 2017, a través de Erskine y Columbia Records. La pista fue escrita por Styles y Kid Harpoon , y su producción estuvo a cargo de este último, Jeff Bhasker, Alex Salibian y Tyler Johnson.

## Antecedentes y composición
«Sweet Creature» es una balada acústica. Sobre la selección de guitarra "giratoria y vivaz", Styles realiza armonías simples y ejecuciones de fondo. La pista fue escrita por Stylesy Kid Harpoon , y su producción estuvo a cargo de este último, Jeff Bhasker, Alex Salibian y Tyler Johnson. Se estrenó el 2 de mayo de 2017, antes del lanzamiento oficial de su álbum homónimo Harry Styles.

## Crítica y recepción
Jon Caramanica de The New York Times dijo que «Sweet Creature» es una de las canciones más destacados del álbum. En Billboard, Da'Shan Smith escribió que muestra el "alcance y la capacidad de los estilos para tocar algunas notas de poder bastante espectaculares". Leah Greenblatt de Entertainment Weekly opinó que la canción junto con «Two Ghosts», son "bocetos delicados, melancólicos y bonitos".
El reportero musical de la BBC Mark Savage lo llamó la "canción más efectiva y directa" del álbum. Leonie Coope de NME sintió que la canción "podría haberse escrito tan fácilmente sobre Joni Mitchell o sobre su ex Taylor Swift".
Eve Barlow de la Variety cree que intenta "imitar el tipo de rasgueos acústicos elegidos" de las pistas «Hey There Delilah» de Plain White T's, «Norwegian Wood» de The Beatles o «Never Going Back Again» de Fleetwood Mac. Rick Pearson para Evening Standard pensó que "el salto folklórico de la canción es tan bueno como cualquier tema del álbum ÷ de Ed Sheeran.

## Posicionamiento en listas
| Listas (2017)                             | Mejor posición |
| ----------------------------------------- | -------------- |
| Australia (ARIA)                          | 39             |
| Canadá (Canadian Hot 100)                 | 60             |
| Escocia (Official Charts Company)         | 37             |
| Eslovaquia (Singles Digitál Top 100)      | 55             |
| España (PROMUSICAE)                       | 21             |
| Estados Unidos (Billboard Hot 100)        | 93             |
| Finlandia (Suomen virallinen lista)       | 12             |
| Francia (SNEP)                            | 52             |
| Hungría (Single Top 40)                   | 13             |
| Italia (FIMI)                             | 85             |
| Irlanda (IRMA)                            | 37             |
| Nueva Zelanda Hot Singles (RMNZ)          | 39             |
| Países Bajos (Single Top 100)             | 78             |
| Portugal (AFP)                            | 57             |
| República Checa (Singles Digitál Top 100) | 57             |
| Reino Unido (UK Singles Chart)            | 46             |
| Suecia (Sverigetopplistan)                | 95             |

## Certificaciones
| País (organismo certificador) | Certificación | Unidades certificadas |
| ----------------------------- | ------------- | --------------------- |
| Australia (ARIA)              | Platino       | 70 000                |
| Canadá (Music Canada)         | Oro           | 40 000                |
| Estados Unidos (RIAA)         | Oro           | 500 000               |
| México (AMPROFON)             | Oro           | 30 000                |
| Reino Unido (BPI)             | Plata         | 200 000               |
| Suecia (GLF)                  | Oro           | 20 000                |